# Lucia Vaccarino
Lucia Vaccarino (Torino, 1981) è una scrittrice, sceneggiatrice e produttrice esecutiva italiana.
Conosciuta per i suoi romanzi per l'infanzia, nel 2013 ha esordito con Me, Mum & Mystery, serie di libri per ragazzi realizzata per Fabbri Editori. Dal 2014 al 2024 ha fatto parte dell'agenzia letteraria Book on a Tree.

## Biografia
Lucia Vaccarino, nata a Torino nel 1981, ha trascorso l'infanzia tra la provincia di Milano e le campagne vercellesi. Dopo essersi laureata in Scienze della comunicazione alla Libera Università di Lingue e Comunicazione IULM si è occupata di branded content. In seguito è entrata nel mondo della televisione, lavorando a cartoni animati, programmi televisivi e serie live action per ragazzi. Dal 2012 al 2014 è stata produttrice esecutiva per The Walt Disney Company, seguendo programmi come Life Bites - Pillole di vita. Negli stessi anni ha iniziato a occuparsi di letteratura per ragazzi, come autrice e ghost writer. Ha scritto più di 60 romanzi e racconti per ragazzi e ragazze, da sola o a più mani, sia a suo nome che sotto pseudonimo, pubblicati da Mondadori, Piemme, Fabbri Editori, EL Edizioni, Gallucci, Sergio Bonelli Editore, Pocket Jeunesse, Lapis. . Ha fatto parte fino al 2024 di Book on a Tree, agenzia creativa e di storytelling fondata da Pierdomenico Baccalario, specializzata in scrittura per l’infanzia, servizi editoriali, sviluppo di IP e creazione di contenuti.

## Opere

### Opere singole
- Racconti sotto l'ombrellone, AA.VV., Gallucci, 2023 ISBN 979-1222101354
- Hotel Mistero (con Alessandro Gatti), Piemme, 2021. ISBN 978-8856682922
- Il giardino sempre più segreto. Storie infinite, Piemme, 2021. ISBN 978-8856681963
- O bella ciao. Racconti di ragazze e ragazzi nella Resistenza (con Stefano Garzaro), Piemme, 2020. ISBN 978-8856676341
- La vendetta di Frances Farmer, Solferino, 2020. ISBN 978-8828205500
- The Game (con Davide Morosinotto), Mondadori, 2018. ISBN 978-8804687030
- Gea, Sergio Bonelli editore, 2018. ISBN 978-8869612787
- Bianca Battaglia e il primo della classe, Lapis edizioni, 2016. ISBN 978-8878745025
- Il mio diario, un anno dopo. I miei segreti, i miei sogni. Violetta, Disney Libri, 2014. ISBN 978-8852217715
- La scoperta del PolveRegno (con Alessandro Gatti), Fanucci, 2013. ISBN 978-8834721933

### I libri salvamondo
Serie di edutainment per ragazzi ideata da Andrea Vico e scritta da Andrea Vico e Lucia Vaccarino, con illustrazioni di Francesca Rizzato.
- Risparmiamo energia, Fabbri Editori, 2020. ISBN 978-8891583321
- Non sprechiamo il cibo, Fabbri Editori, 2020. ISBN 978-8891583352
- Zero plastica, Fabbri Editori, 2020. ISBN 978-8891583345
- Attenti al clima, Fabbri Editori, 2020. ISBN 978-8891583338

### Blanche
Serie di romanzi per ragazzi firmata con lo pseudonimo di  Angélique Chevalier, ideata da Lucia Vaccarino e scritta insieme a Gloria Danili. I primi tre volumi sono stati pubblicati da Piemme e tradotti per il mercato francese da Pocket Jeunesse, gli ultimi due sono usciti solo in francese per Pocket Jeunesse, con la traduzione di Nathalie Nedelec-Courtes.
- Una spia per la regina, Piemme, 2018. ISBN 978-8856667233
- Cuore di Moschettiere, Piemme, 2019. ISBN 978-8856671230
- Due di spade, Piemme, 2020. ISBN 978-8856675948
- Seules contre tous, Pocket Jeunesse, 2023. ISBN 978-2266331463
- Complots et retrouvailles, Pocket Jeunesse, 2023. ISBN 978-2266331579

### Sherlock, Lupin e Io
Serie di romanzi per ragazzi firmata con lo pseudonimo di Irene M. Adler, scritta da Pierdomenico Baccalario, Alessandro Gatti e Lucia Vaccarino, e pubblicata da Piemme.
- In cerca di Anastasia, Piemme, 2016. ISBN 978-8856656251
- L'enigma dell'uomo con il cilindro, Piemme, 2017. ISBN 978-8856658446
- La maschera dell'assassino, Piemme, 2017. ISBN 978-8856660234
- Un delitto a Natale, Piemme, 2017. ISBN 978-8856661866
- Trappola mortale per Mister Holmes, Piemme, 2018. ISBN 978-8856663891
- I più grandi casi di Sherlock Holmes, Piemme, 2018. ISBN 978-8856665024
- Omicidio in prima classe, Piemme, 2018. ISBN 978-8856665840
- Intrigo a Costantinopoli, Piemme, 2018. ISBN 978-8856667226
- I misteri di Londra nei racconti di Arthur Conan Doyle, Piemme, 2019. ISBN 978-8856669879
- Grande inganno al Royal Hotel, Piemme, 2019. ISBN 978-8856670646
- Cinque misteri per Natale, Piemme, 2019. ISBN 978-8856673364
- Un ultimo ballo, Mr Holmes, Piemme, 2020. ISBN 978-8856676112

### I classicini
- La regina delle nevi. Classicini, Edizioni EL, 2020. ISBN 978-8847737471
- La piccola Dorrit da Charles Dickens. Classicini. Edizioni EL, 2017. ISBN 978-8847735309
- David Copperfield da Charles Dickens. Classicini. Edizioni EL, 2016. ISBN 978-8847734265

### Matilde e l'ippogrifo
- La ragazza cavaliere (con Erika de Pieri, illustratrice), Mondadori, 2014. ISBN 978-8804637042
- Nella torre dell'orco (con Erika de Pieri, illustratrice), Mondadori, 2014. ISBN 978-8804637059
- L'incantesimo del sonno (con Erika de Pieri, illustratrice), Mondadori, 2014. ISBN 978-8804642596

### Me, Mum & Mystery
Serie di romanzi per ragazzi pubblicata in Italia, Germania, Spagna (castigliano e catalano), Grecia, Polonia, Cina, Indonesia e Bulgaria .
- Detective per caso, Fabbri Editori, 2013. ISBN 978-8845191688
- Caccia all'uomo scomparso, Fabbri Editori, 2013. ISBN 978-8845191695
- Il caso dell'elefante d'avorio, Fabbri Editori, 2013. ISBN 978-8845198632
- Il mistero della stanza n.11, Fabbri Editori, 2013. ISBN 978-8845198649
- Una fiction in giallo, Fabbri Editori, 2014. ISBN 978-8845199493
- Indagine al faro, Fabbri Editori, 2014. ISBN 978-8845199509
- Brivido ad Halloween, Fabbri Editori, 2014. ISBN 978-8891508799
- Scacco matto a Blossom Creek, Fabbri Editori, 2014. ISBN 978-8891508805
- Doppia indagine per Emily, Fabbri Editori, 2015. ISBN 978-8891515490
- Notte gialla al museo, Fabbri Editori, 2015. ISBN 978-8891516923
- Colpevole o innocente?, Fabbri Editori, 2016. ISBN 978-8891518583
- Una spia dal passato, Fabbri Editori, 2017. ISBN 978-8891518590